# Tomáš Hanák

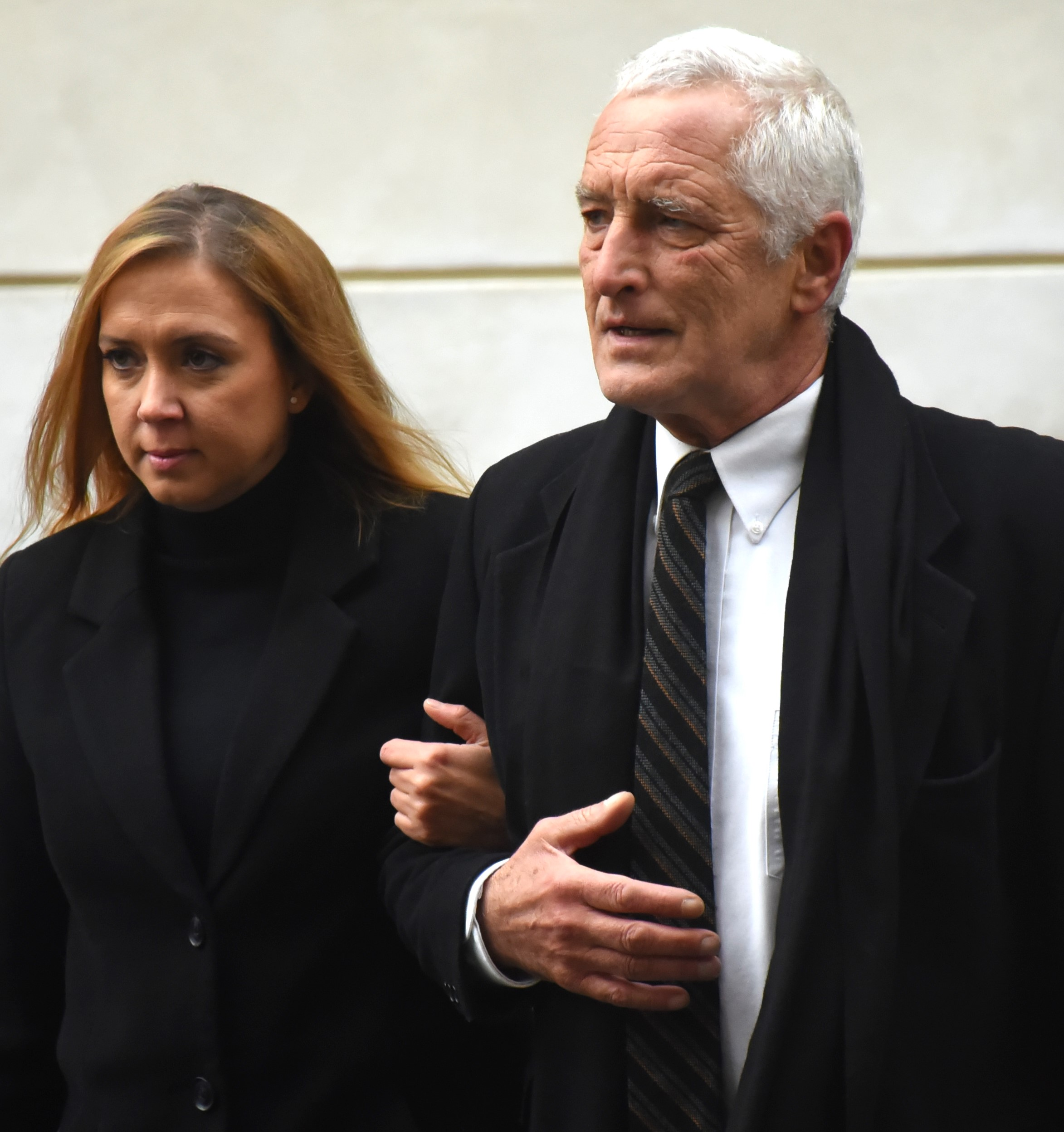
Tomáš Hanák

Tomáš Hanák (* 27. März 1957 in Kremnica, Tschechoslowakei) ist ein tschechischer Schauspieler.

## Leben
Hanák war als Kind viel auf Reisen. Mit seinen Eltern verbrachte er u. a. zwei Jahre auf Kuba, wo sein Vater als Vertreter eines Außenhandelsunternehmens (PZO; Vytváření Podnik zahraničního obchodu) bei der Umsetzung von Aufträgen im Maschinenbau mit wirkte. In seiner Jugend widmete sich Hanák dem Rudersport, wo er wiederholt als Repräsentant der ČSSR ins nichtsozialistische Ausland reiste. Mehrfach wurde Hanák tschechischer Jugendmeister. Er besuchte das Gymnasium Budějovická (Gymnázium Budějovická) in Prag. Nachdem er an der DAMU (Divadelní fakulta Akademie múzických umění v Praze), der Theaterfakultät der Akademie der Musischen Künste (DAMU) in Prag, abgelehnt worden war, studierte er an der Wirtschaftsuniversität Prag (VŠE, Vysoká škola ekonomická v Praze) Volkswirtschaft und Außenhandel. Von der Hochschule wurde er jedoch entlassen, inoffiziell wegen Verbreitung antisozialistischer Texte.
Hanák war im Laufe seines Lebens in verschiedenen Berufen tätig. Seit 1977 wirkte er als Schauspieler, Regisseur und Autor am Prager Theater „Sklep“ (Divadlo Sklep; „Der Keller“). Er spielte in vielen tschechischen Filmen mit sowie in Werbespots und in TV-Sendungen des Tschechischen Fernsehens.
In dem Hollywood-Film Brothers Grimm (2005) spielte er in einer kleinen Rolle als Waldarbeiter mit. Als Stand-up-Comedian trat er in der tschechischen Sendungsreihe Na stojáka auf, die auf dem Fernsehkanal HBO lief. Im Juni 2017 war er im ZDF in dem Fernsehfilm Ein Sommer in Prag aus der Ein Sommer in...-Filmreihe an der Seite von Laura Preiss und Katja Weitzenböck in einer der männlichen Hauptrollen zu sehen; er spielte den gebürtigen Tschechen Richard Král, die Jugendliebe der weiblichen Hauptfigur und Vater von deren Tochter. Seine Rolle sprach Hanák in deutscher Sprache; er wurde nicht synchronisiert.
Ende der achtziger Jahre litt Hanák unter gravierenden Alkoholproblemen, welche er zunächst ambulant, später auch klinisch behandeln ließ, u. a. im Entgiftungszentrum des Krankenhauses in Havlíčkův Brod. Hanáks Behandlungen waren erfolgreich; seit 1994 lebt er als „trockener“ Alkoholiker.
Hanák war auch als Moderator tätig; er engagiert sich u. a. in der caritativen TV-Sendung Pomozte dětem („Helft Kindern!“). Er ist Mitglied der internationalen Pfadfinderbewegung und leitet die Organisation Řetěz lásky k dětem, eine Vereinigung gegen Nikotinmissbrauch bei Kindern und Jugendlichen.
Hanák ist seit 1999 mit Bára Hanáková verheiratet und Vater von drei Kindern. Er wohnt in
Nižbor, wo er in einem rekonstruierten Holzbau, einem ehemaligen Eisenbahnlager, eine Gaststätte betreibt. Er ist außerdem Mitglied des Gemeinderats von Nižbor.

## Filmografie (Auswahl)
- 1984: Poklad hraběte Chamaré
- 1988: Der Boss kennt auch den Staatsanwalt (Bony a klid)
- 1989: Einmal hin, einmal her (Kopytem sem, kopytem tam)
- 1989: Prazská petka
- 1992: Trhala fialky dynamitem
- 1993: Die Abenteuer des jungen Indiana Jones (The Adventures of Young Indiana Jones, TV-Serie, USA)
- 1994: Žiletky
- 1994: Díky za kazdé nové ráno
- 1997–2001: Zdivočelá země (TV-Serie)
- 1998: Große Fallen, kleine Fallen (Pasti, pasti, pastičky)
- 1999: Maigret (TV-Serie, Frankreich)
- 2000: Cesta z města
- 2001: Rebelové
- 2003: Mazaný Filip
- 2005: Die drei Musketiere (D’Artagnan et les trois mousquetaires, TV-Miniserie)
- 2005: Brothers Grimm
- 2005–2008: Dobrá ctvrt (TV-Serie)
- 2006: Prachy dělaj člověka
- 2006–2008: Místo v životě (TV-Serie)
- 2007: Gympl
- 2008: Soukromé pasti (TV-Serie)
- 2008: Nestyda
- 2009: Comeback (TV-Serie)
- 2012: Ztracená brána (TV-Dreiteiler)
- 2012: Martin a Venuše
- 2013: Nevinné lži (TV-Serie)
- 2013: Spackovi v síti casu (TV-Serie)
- 2013: PanMáma (TV-Serie)
- 2014: Láska na vlásku
- 2017: Únos
- 2017: Ein Sommer in Prag (TV-Film, Deutschland)